# 'Tis The Fifteeneh Season
'Tis The Fifteeneh Season é o sétimo episódio da décima quinta temporada da série de animação de comédia The Simpsons, sendo originalmente exibido na noite de 14 de dezembro de 2003. No episódio, Homer decide se tornar uma boa pessoa para o povo da cidade com a aproximação do Natal. Usurpado como "o homem mais legal de Springfield", Ned fica com ciúmes e reivindica o título.
Escrito por Michael Price e dirigido por Steven Dean Moore, o episódio é notável como sendo o primeiro a fazer referência a religião de Lisa, o budismo—no qual ela se converteu em um episódio anterior de Natal, "She of Little Faith".

## Produção
"'Tis The Fifteeneh Season" foi escrito por Michael Price, dirigido por Steven Dean Moore e tem como produtor executivo Al Jean. Price citou que o discurso de Homer sobre o significado do Natal é a sua contribuição favorita para o programa. Ele disse que o discurso "praticamente permaneceu assim em todos os rascunhos do episódio."

## Enredo
Para o Natal, Carl presenteia Homer com um leitor de DVD com a primeira temporada da série policial Magnum, com os comentários de John Hillerman. No entanto, Homer se esquece que o seu amigo secreto é Lenny, e de última hora, o presenteia com um pacote de balas de hortelã. Ao invés de dar o bônus de Natal, o Sr. Burns distribui vários vales de cafeteria para seus funcionários, em especial, um raro cartão do jogador de baseball Joe DiMaggio para Homer. Para conseguir dinheiro para as compras de Natal, Homer vai até a loja de Comic Book Guy, para saber o seu real valor. E então, ele se surpreende ao saber que o cartão valia exatamente todo o dinheiro na caixa registradora de Book Guy. Com sua pequena fortuna, os Simpsons vão às compras no Springfield Heights Promenade, shopping da classe alta. Homer promete a família que irá comprar uma enorme árvore de Natal, mas em vez disso, ele gasta o dinheiro árvore em um Astrolábio falante personalizado para si.
Apesar de tentar, Homer não consegue evitar que a família descubra o presente que comprou no lugar da árvore. Deprimido, ele fica acordado até mais tarde assistindo ao especial de Natal do Mr. Magoo baseado no livro A Christmas Carol e, ao final, percebe o quão egoísta ele é. E então, Homer decide mudar e se tornar o cara "mais legal da cidade", com alguns atos de bondade que incluem: doar suas roupas velhas aos mendigos, dar a Lenny um cubo personalizado com algumas fotos, a Marge a última costeleta de porco (fazendo-a chorar de alegria) e construir uma pista de patinação no quintal da família, despertando inveja em Ned Flanders.
Flanders não consegue controlar sua raiva, e decide comprar presentes de Natal e distribuir a todos os cidadãos da cidade. Homer tenta bolar um jeito de superar Flanders, comprando automóveis a todos. No entanto, Lisa o impede, dizendo a ele que, como budista, ela acredita que as pessoas seriam mais felizes sem presentes. A partir deste pensamento, Homer decide roubar todos os presentes na véspera de Natal. Na manhã seguinte, uma multidão enfurecida confronta Homer, e, posteriormente, se espantam com um sinal no céu, que eles acreditam ser um "sinal de Deus". No entanto, é revelado que, na verdade, este "sinal" é um foguete lançado por Hans Moleman, que está clamando por socorro, preso após uma acidente na neve. Ao fim, Homer re-distribui os presentes, e todos cantam "Hark! The Herald Angels Sing". Durante a canção, o assaltante Cobra rouba o Astrolábio falante de Homer.